# Saint-Morillon
Saint-Morillon est une commune du Sud-Ouest de la France, située dans le département de la Gironde, en région Nouvelle-Aquitaine.

## Géographie

### Localisation
La commune est située dans le vignoble des Graves, sur le Guat mort.

### Communes limitrophes
Les communes limitrophes en sont La Brède au nord, Saint-Selve à l'est, Saint-Michel-de-Rieufret au sud-est, Landiras à l'extrême sud-est sur environ 500 mètres, Cabanac-et-Villagrains au sud et Saucats à l'ouest.
|         | La Brède               |                                   |
| Saucats | Saint-Morillon         | Saint-Selve                       |
|         | Cabanac-et-Villagrains | Saint-Michel-de-Rieufret Landiras |

### Climat
Pour des articles plus généraux, voir Climat de la Nouvelle-Aquitaine et Climat de la Gironde.
Historiquement, la commune est exposée à un climat océanique aquitain.  
En 2020, Météo-France publie une typologie des climats de la France métropolitaine dans laquelle la commune est exposée à un climat océanique et est dans la région climatique  Aquitaine, Gascogne, caractérisée par une pluviométrie abondante au printemps, modérée en automne, un faible ensoleillement au printemps, un été chaud (19,5 °C), des vents faibles, des brouillards fréquents en automne et en hiver et des orages fréquents en été (15 à 20 jours).
Pour la période 1971-2000, la température annuelle moyenne est de 13 °C, avec une amplitude thermique annuelle de 14,6 °C. Le cumul annuel moyen de précipitations est de 907 mm, avec 12 jours de précipitations en janvier et 7,1 jours en juillet. Pour la période 1991-2020, la température moyenne annuelle observée sur la station météorologique la plus proche, située sur la commune de Cadaujac à 12 km à vol d'oiseau, est de 13,8 °C et le cumul annuel moyen de précipitations est de 918,3 mm,. Pour l'avenir, les paramètres climatiques de la commune estimés pour 2050 selon différents scénarios d’émission de gaz à effet de serre sont consultables sur un site dédié publié par Météo-France en novembre 2022.

## Urbanisme

### Typologie
Au 1er janvier 2024, Saint-Morillon est catégorisée bourg rural, selon la nouvelle grille communale de densité à sept niveaux définie par l'Insee en 2022.
Elle est située hors unité urbaine. Par ailleurs la commune fait partie de l'aire d'attraction de Bordeaux, dont elle est une commune de la couronne,. Cette aire, qui regroupe 275 communes, est catégorisée dans les aires de 700 000 habitants ou plus (hors Paris),.

### Occupation des sols

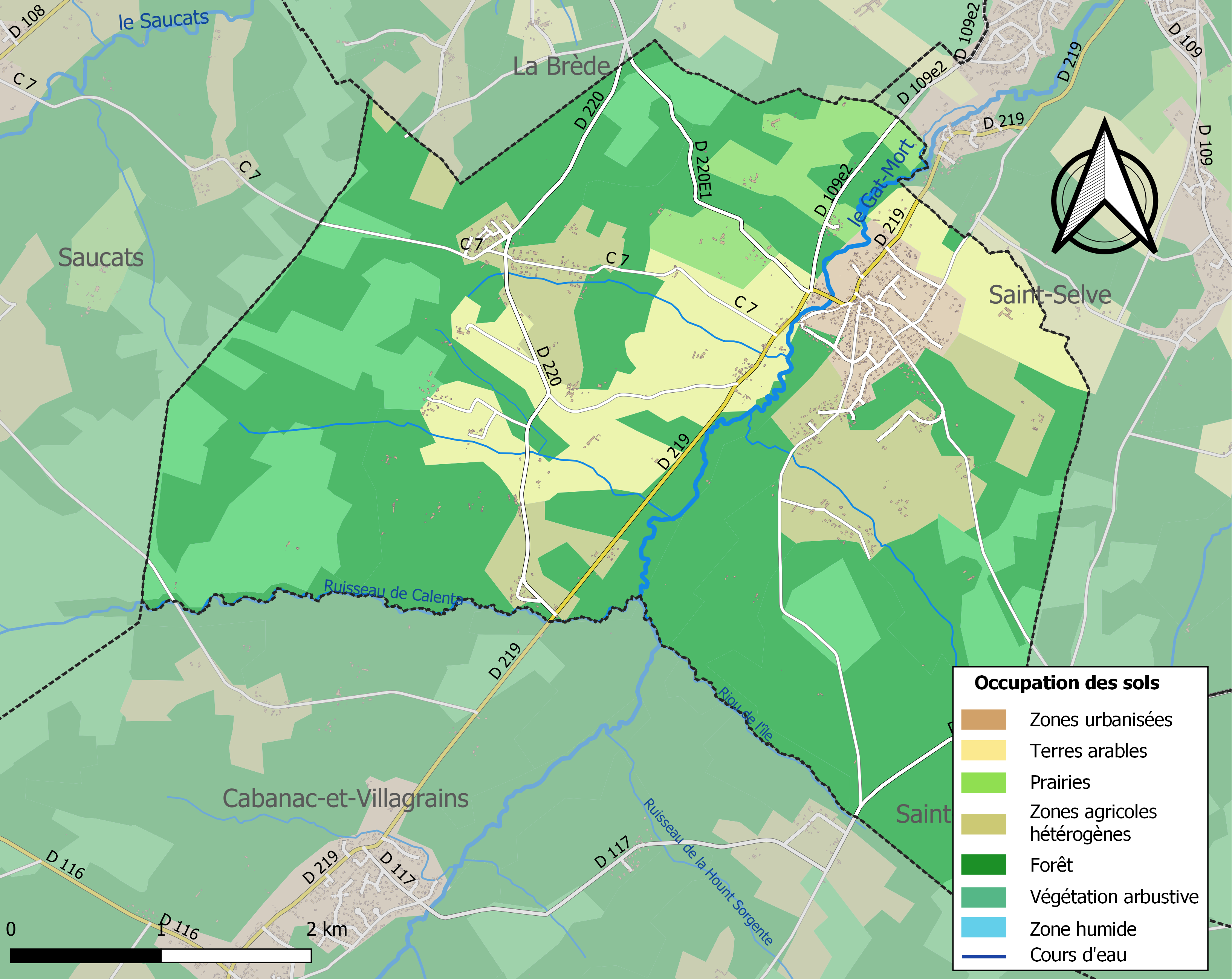
Carte des infrastructures et de l'occupation des sols de la commune en 2018 (CLC).

L'occupation des sols de la commune, telle qu'elle ressort de la base de données européenne d’occupation biophysique des sols Corine Land Cover (CLC), est marquée par l'importance des forêts et milieux semi-naturels (68,2 % en 2018), une proportion sensiblement équivalente à celle de 1990 (68 %). La répartition détaillée en 2018 est la suivante : 
forêts (53,3 %), milieux à végétation arbustive et/ou herbacée (15 %), cultures permanentes (12,7 %), zones agricoles hétérogènes (11,4 %), prairies (4 %), zones urbanisées (3,7 %). L'évolution de l’occupation des sols de la commune et de ses infrastructures peut être observée sur les différentes représentations cartographiques du territoire : la carte de Cassini (XVIIIe siècle), la carte d'état-major (1820-1866) et les cartes ou photos aériennes de l'IGN pour la période actuelle (1950 à aujourd'hui).

### Risques majeurs
Le territoire de la commune de Saint-Morillon est vulnérable à différents aléas naturels : météorologiques (tempête, orage, neige, grand froid, canicule ou sécheresse), feux de forêts, mouvements de terrains et séisme (sismicité très faible). Un site publié par le BRGM permet d'évaluer simplement et rapidement les risques d'un bien localisé soit par son adresse soit par le numéro de sa parcelle.
Saint-Morillon est exposée au risque de feu de forêt. Depuis le 20 avril 2016, les départements de la Gironde, des Landes et de Lot-et-Garonne disposent d’un règlement interdépartemental de protection de la forêt contre les incendies. Ce règlement vise à mieux prévenir les incendies de forêt, à faciliter les interventions des services et à limiter les conséquences, que ce soit par le débroussaillement, la limitation de l’apport du feu ou la réglementation des activités en forêt. Il définit en particulier cinq niveaux de vigilance croissants auxquels sont associés différentes mesures,.
Les mouvements de terrains susceptibles de se produire sur la commune sont des tassements différentiels.

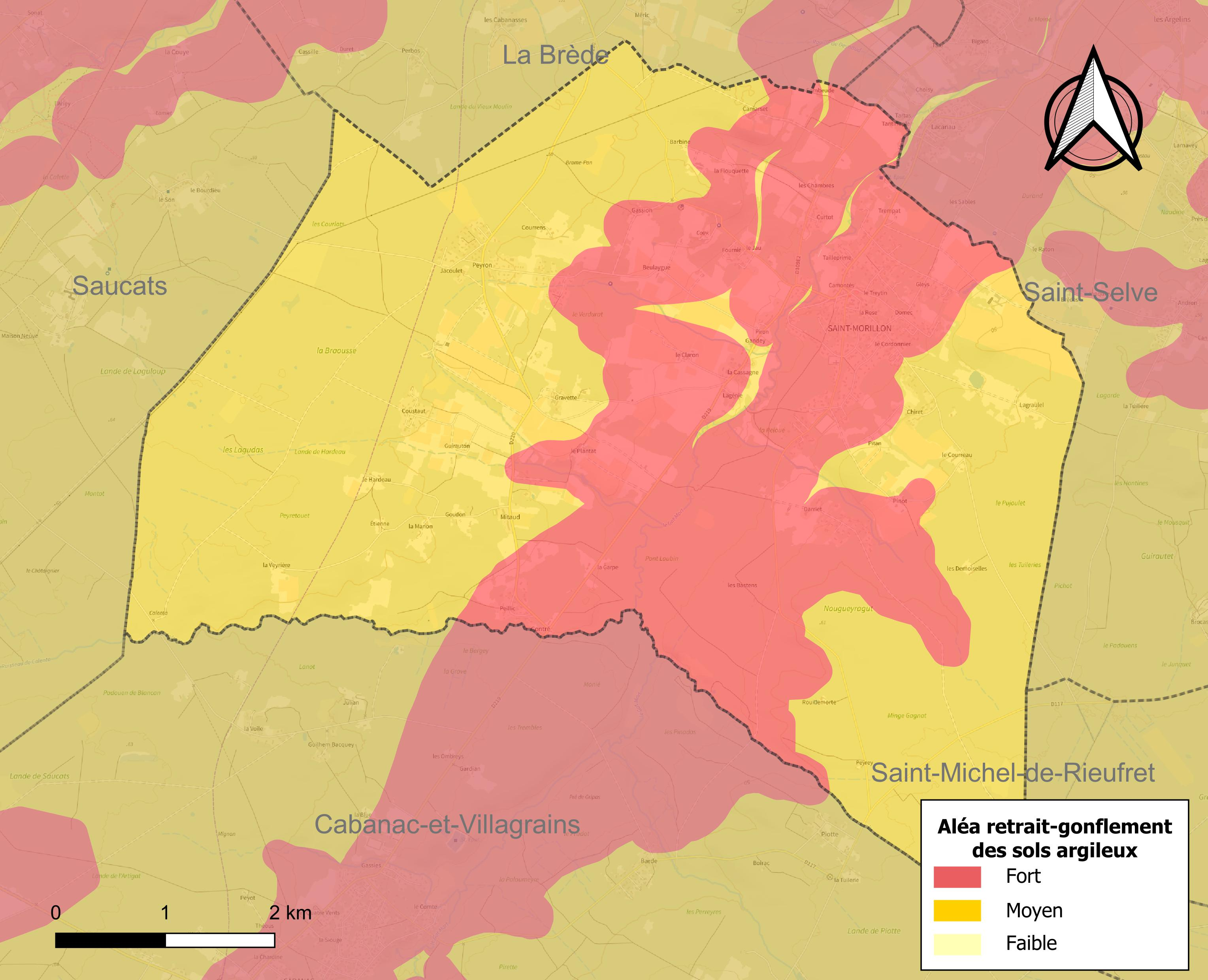
Carte des zones d'aléa retrait-gonflement des sols argileux de Saint-Morillon.

Le retrait-gonflement des sols argileux est susceptible d'engendrer des dommages importants aux bâtiments en cas d’alternance de périodes de sécheresse et de pluie. La totalité de la commune est en aléa moyen ou fort (67,4 % au niveau départemental et 48,5 % au niveau national). Sur les 667 bâtiments dénombrés sur la commune en 2019, 667 sont en aléa moyen ou fort, soit 100 %, à comparer aux 84 % au niveau départemental et 54 % au niveau national. Une cartographie de l'exposition du territoire national au retrait gonflement des sols argileux est disponible sur le site du BRGM,.
La commune a été reconnue en état de catastrophe naturelle au titre des dommages causés par les inondations et coulées de boue survenues en 1982, 1993, 1999, 2009, 2020 et 2021, par la sécheresse en 1989, 1991, 2002, 2003, 2005 et 2011 et par des mouvements de terrain en 1999.

## Toponymie
Le nom de la commune provient du nom de l’évêque d’Angers Maurille (423-453), en latin Maurilius.
Le nom gascon de la commune est Sent Maurilhon.

## Histoire

### Préhistoire
Nécropole du Graveyron
Pour un article plus général, voir Sites mégalithiques de la Gironde.
Une nécropole (ou tumulus de Perbos) est parfois indiquée comme située sur Saint-Morillon (par ex. dans Roussot-Larroque). D'après Devigne (1995), elle se trouve sur la commune de la Brède près du hameau de Perbos, en bordure de la commune de Saint-Morillon. Voir l'article « La Brède », section « Préhistoire ».
Il y a bien une nécropole sur Saint-Morillon : celle du Graveyron,, soit un groupe de quatre tumulus mentionné en 1876 par Daleau à la confluence du Guat mort et du ruisseau de Mitaud,.
Selon Daleau, un cinquième tumulus est exploré vers 1860 par de Mergance. Il contient une sépulture en moellon, ce qui suggère une sépulture à coffre en pierre sèche et l'apparente aux grands tumulus néolithiques à sépulture primaire en coffre de type Bernet (Saint-Sauveur) ou Campet (Saint-Laurent-Médoc).
J. Roussot-Larroque mentionne une hache polie provenant de la collection Braquehaye, hache qu'elle assigne, de son propre aveu, à la nécropole de Perbos malgré le fait que cet objet soit étiqueté « Tumulus de Saint-Morillon » ; c'est Daleau qui signale cette hache comme appartenant à la collection Braquehaye et elle provient plus probablement du Graveyron, comme la resitue Devignes.

### XVesiècle
A l'aube du XVe siècle, le village est coupé en deux, non seulement par le ruisseau du Guat mort — ou Gua Mort —, mais aussi par deux seigneuries qui s'octroient une rive chacune 
- la rive gauche acquise depuis toujours à la baronnie de La Brède,
- la rive droite rattachée avec huit autres paroisses à la prévôté de Barsac.

Jeanne de Lestonnac, canonisée en 1949, y effectue plusieurs séjours. Née en 1540, cette nièce de Michel de Montaigne est l'épouse du seigneur de Montferrand, baron de Landiras. À la mort de celui-ci, elle reprend son nom de jeune fille. Depuis la maison noble de Lusié, bâtie sur une rive du Guat mort — et dont il reste aujourd'hui les vestiges de l'ancien moulin —, elle organise la fondation d'un ordre de religieuses chargées de l'éducation des jeunes filles, la compagnie des religieuses de Notre-Dame. Elle meurt à Bordeaux en 1640.

### XVIIIesiècle
En 1746, Montesquieu achète la partie de Barsac pour l'intégrer à sa baronnie, réalisant ainsi l'unité du village.
En 1789, les habitants de la commune assistent aux violences de la Révolution :
- la vente des biens de leur église et de deux familles locales importantes,
- l'exécution du marquis de Lajararte, propriétaire du domaine de Bel Air.
- La paroisse Saint-Morillon forme la commune de Saint-Morillon[29].

Pour plus d'information sur la situation de la commune au XVIIIe siècle, voir l'ouvrage de Jacques Baurein.

### XIXeetXXesiècles
Au XIXe et XXe siècles, la commune mène une vie essentiellement rurale, basée sur l'exploitation de la vigne et de la forêt.
Au début du XXe siècle, la commune donne à ses rues et places les noms des héros de la guerre des Boers.

## Politique et administration
| Période                                  | Période                       | Identité                 | Étiquette                               | Qualité                    |
| ---------------------------------------- | ----------------------------- | ------------------------ | --------------------------------------- | -------------------------- |
| Les données manquantes sont à compléter. |                               |                          |                                         |                            |
| ?                                        | ?                             | Alexandre Desbarrats     |                                         |                            |
| ?                                        | mars 1971                     | André Boyreau            | DVD                                     |                            |
| mars 1971                                | juin 1995                     | Paul Boyreau (1923-2020) | DVD                                     | propriétaire               |
| juin 1995                                | septembre 1998                | Jean Depiot (1939-1998)  | DVD                                     | propriétaire               |
| octobre 1998                             | mars 2001                     | Brigitte Videau          |                                         |                            |
| mars 2001                                | mars 2014                     | Danielle Secco           | PS                                      |                            |
| mars 2014                                | décembre 2017                 | Jean-Michel Benesse      | DVG                                     | Retraité Fonction publique |
| 3 décembre 2017                          | En cours (au 3 décembre 2017) | Laurence Bourgade        | Liste « Avec Vous Pour Saint-Morillon » | Préparatrice en pharmacie  |

Aux élections municipales (partielle intégrale)  de 2017, les résultats ont été :
- Liste Laurence Bourgade = 53,51%
- Liste Jean-Michel Benesse = 46,49%

## Démographie
Les habitants sont appelés les Saint-Morillonais.
L'évolution du nombre d'habitants est connue à travers les recensements de la population effectués dans la commune depuis 1793. Pour les communes de moins de 10 000 habitants, une enquête de recensement portant sur toute la population est réalisée tous les cinq ans, les populations de référence des années intermédiaires étant quant à elles estimées par interpolation ou extrapolation. Pour la commune, le premier recensement exhaustif entrant dans le cadre du nouveau dispositif a été réalisé en 2006.

En 2022, la commune comptait 1 817 habitants, en évolution de +9,13 % par rapport à 2016 (Gironde : +6,91 %, France hors Mayotte : +2,11 %).
| 1793 | 1800 | 1806 | 1821 | 1831 | 1836 | 1841 | 1846 | 1851 |
| ---- | ---- | ---- | ---- | ---- | ---- | ---- | ---- | ---- |
| 731  | 661  | 722  | 689  | 791  | 776  | 793  | 820  | 829  |

| 1856 | 1861 | 1866 | 1872 | 1876 | 1881 | 1886 | 1891 | 1896 |
| ---- | ---- | ---- | ---- | ---- | ---- | ---- | ---- | ---- |
| 857  | 919  | 940  | 880  | 862  | 814  | 805  | 793  | 742  |

| 1901 | 1906 | 1911 | 1921 | 1926 | 1931 | 1936 | 1946 | 1954 |
| ---- | ---- | ---- | ---- | ---- | ---- | ---- | ---- | ---- |
| 738  | 736  | 694  | 576  | 545  | 544  | 499  | 435  | 508  |

| 1962 | 1968 | 1975 | 1982 | 1990 | 1999  | 2006  | 2011  | 2016  |
| ---- | ---- | ---- | ---- | ---- | ----- | ----- | ----- | ----- |
| 539  | 507  | 566  | 722  | 846  | 1 083 | 1 318 | 1 517 | 1 665 |

| 2021  | 2022  | - | - | - | - | - | - | - |
| ----- | ----- | - | - | - | - | - | - | - |
| 1 786 | 1 817 | - | - | - | - | - | - | - |

## Culture locale et patrimoine

### Lieux et monuments
- L'église Saint-Maurille a été construite vers le XIe ou XIIe siècle. L'église est inscrite au titre des monuments historiques en 1925, puis en 2008[37].
- Le château de Bel Air  est inscrit au titre des monuments historiques en 1986[38].

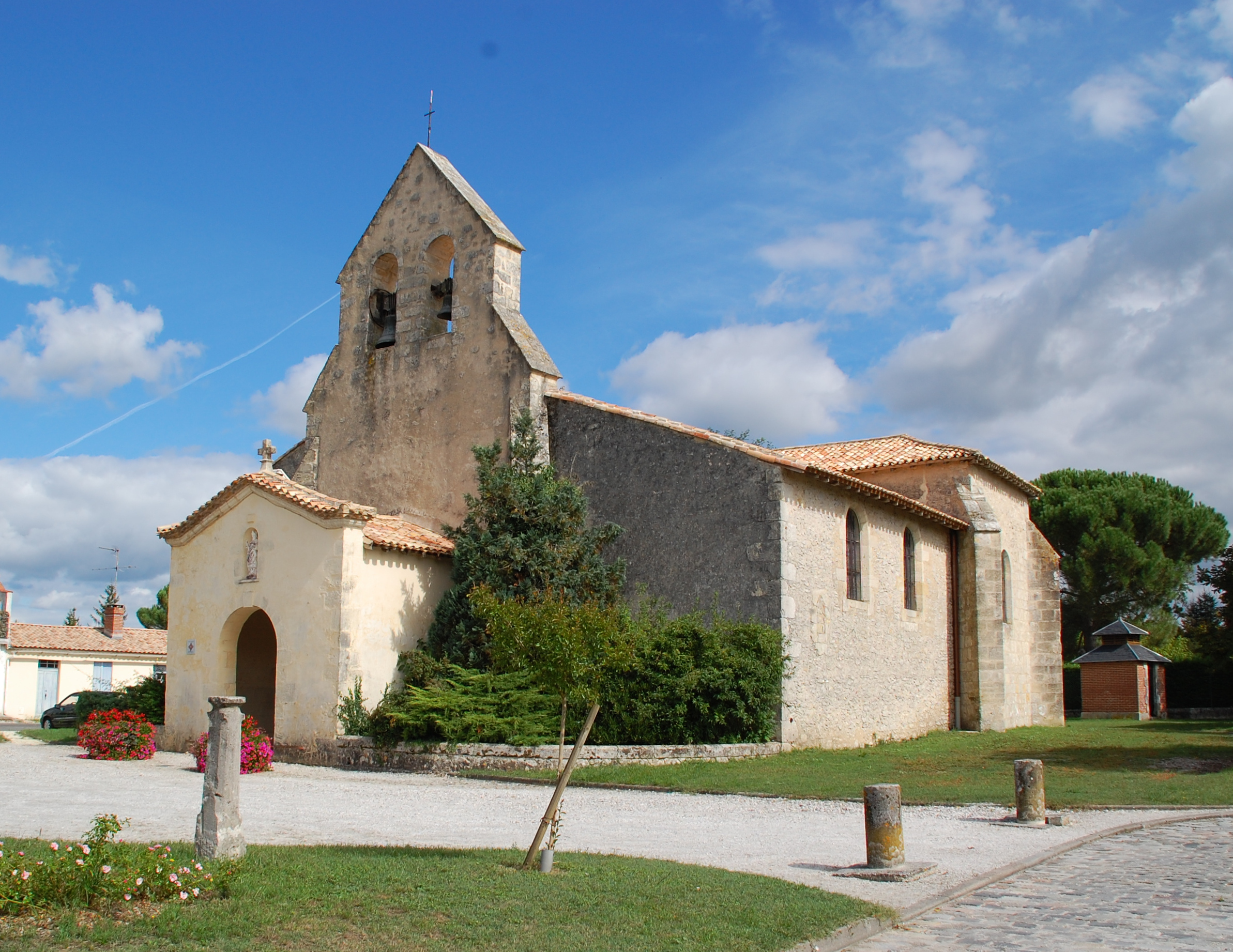
L'église Saint-Maurille
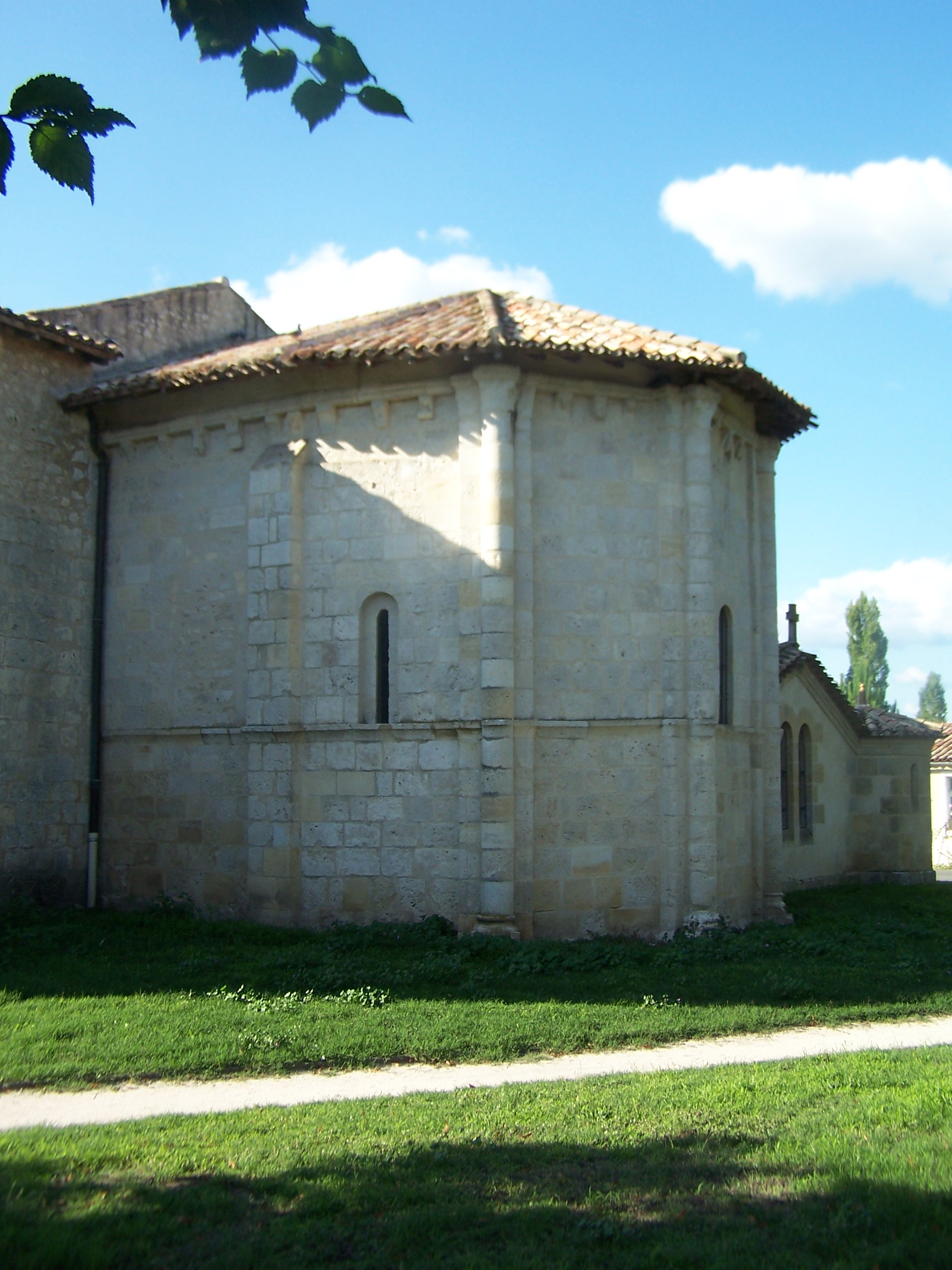
Le chevet de l'église (août 2015)
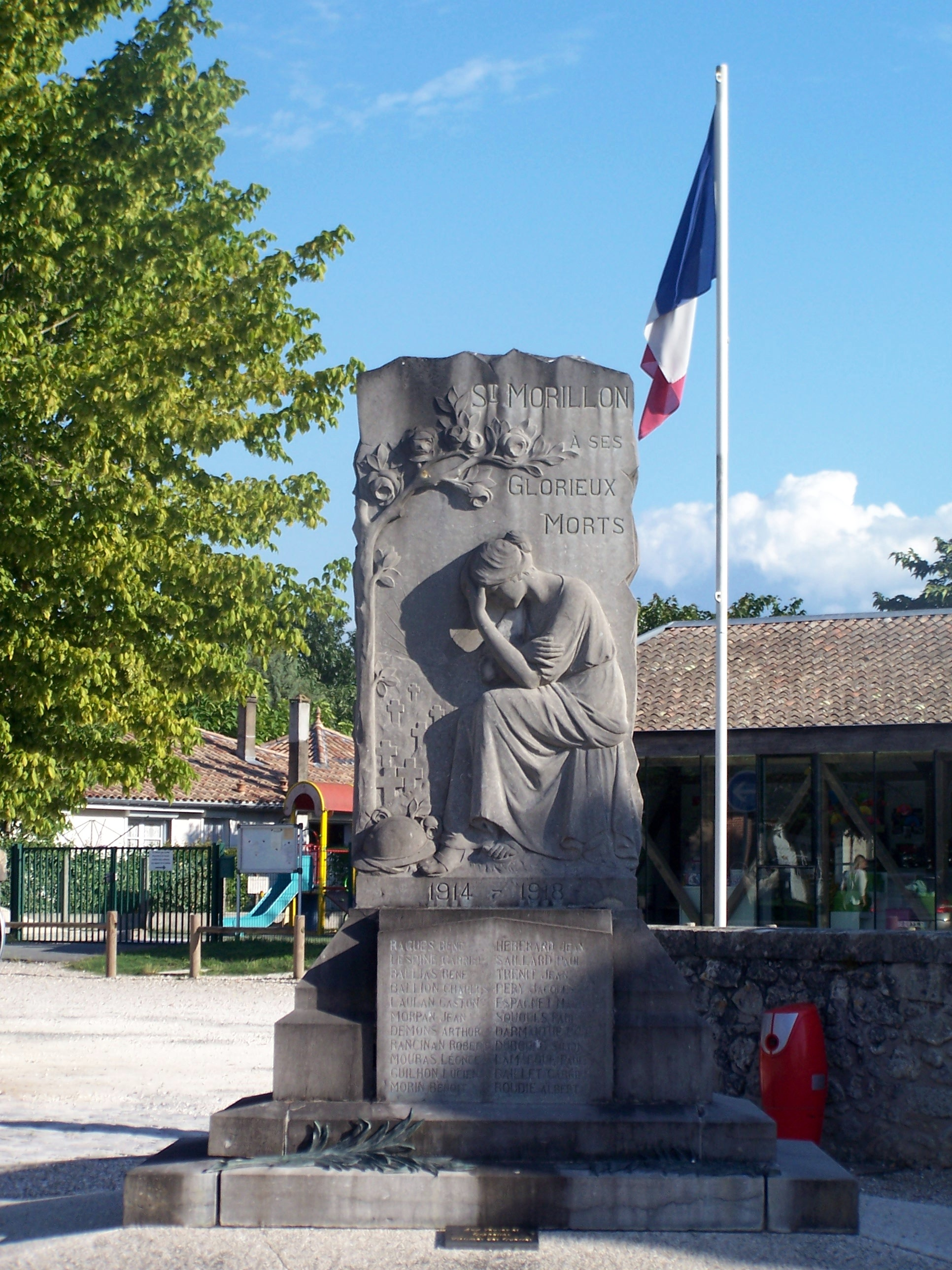
Le monument aux morts à proximité de la mairie (août 2015)

### Personnalités liées à la commune
- Sainte Jeanne de Lestonnac (1556-1640), retirée au moulin de Luisié avant de fonder la Compagnie de Marie-Notre-Dame, en 1607, à Bordeaux.
- Pierre-Gaston Rigaud (1874-1939), artiste-peintre français originaire de Saint-Morillon.

### Saint-Morillon autrefois

Le bourg
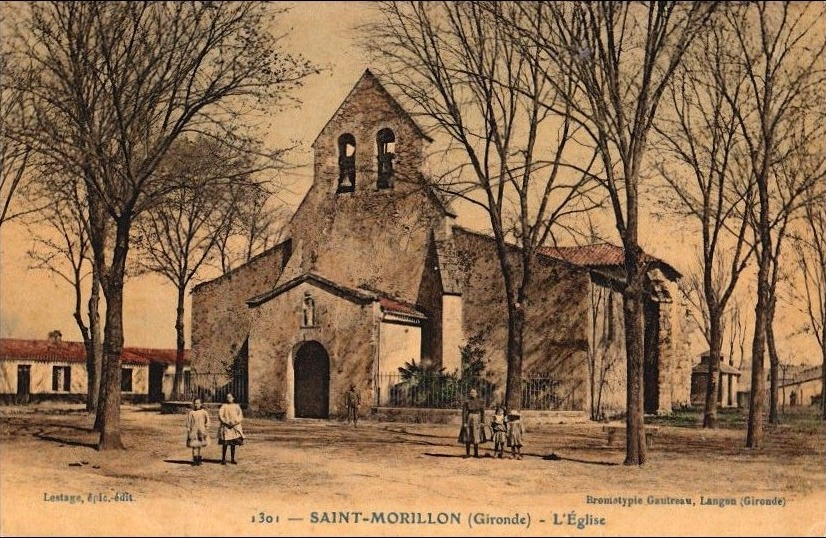
L'église
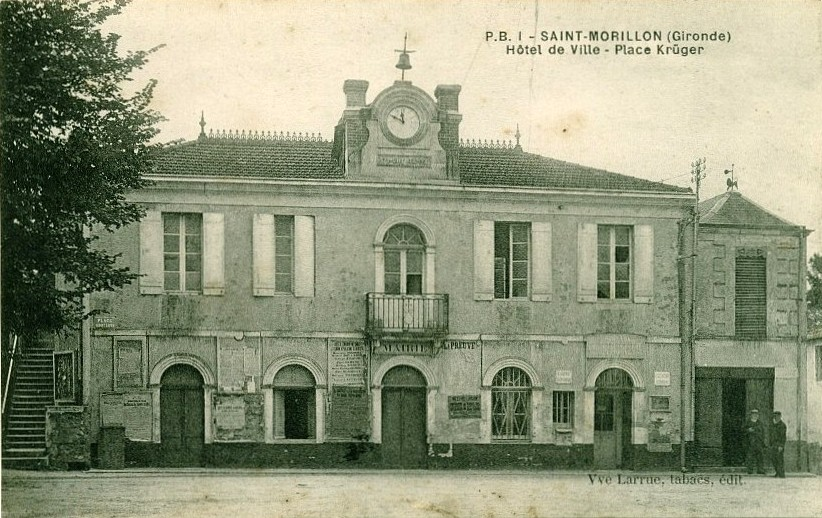
La Mairie
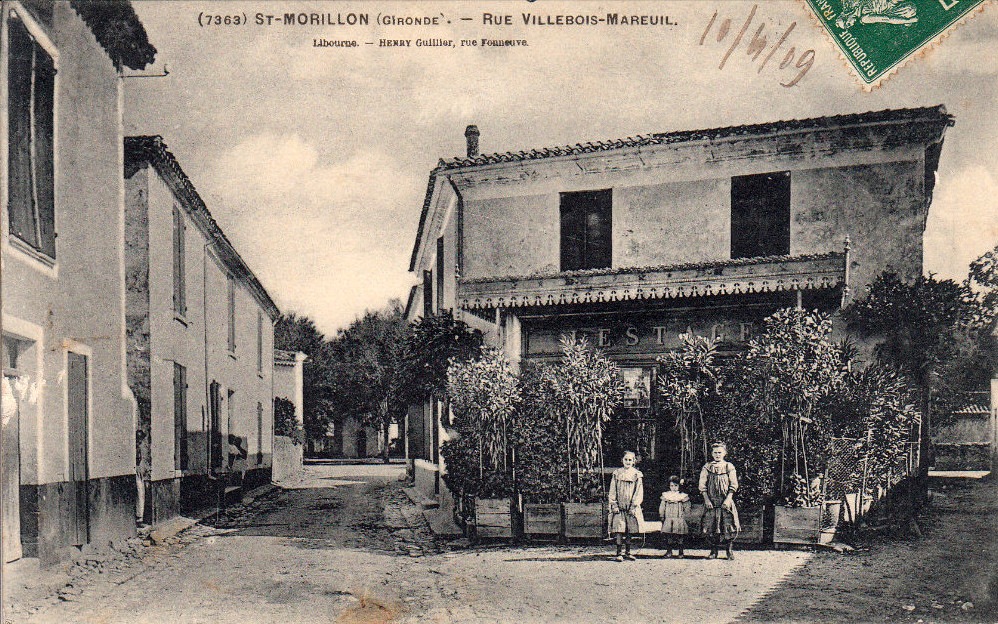
Rue Villebois-Mareuil
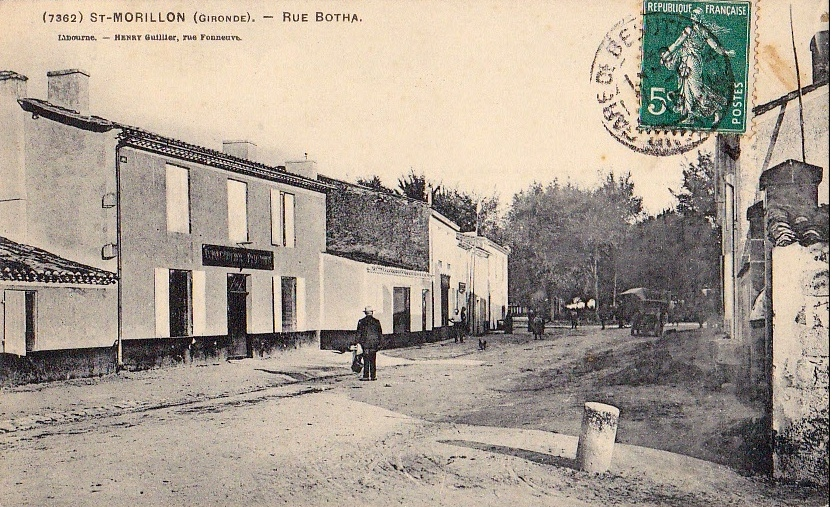
Rue Botha
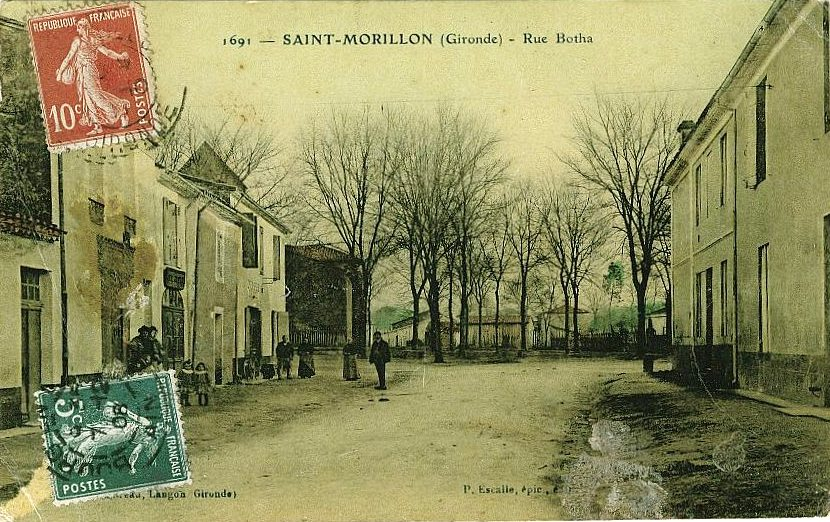
Rue Botha
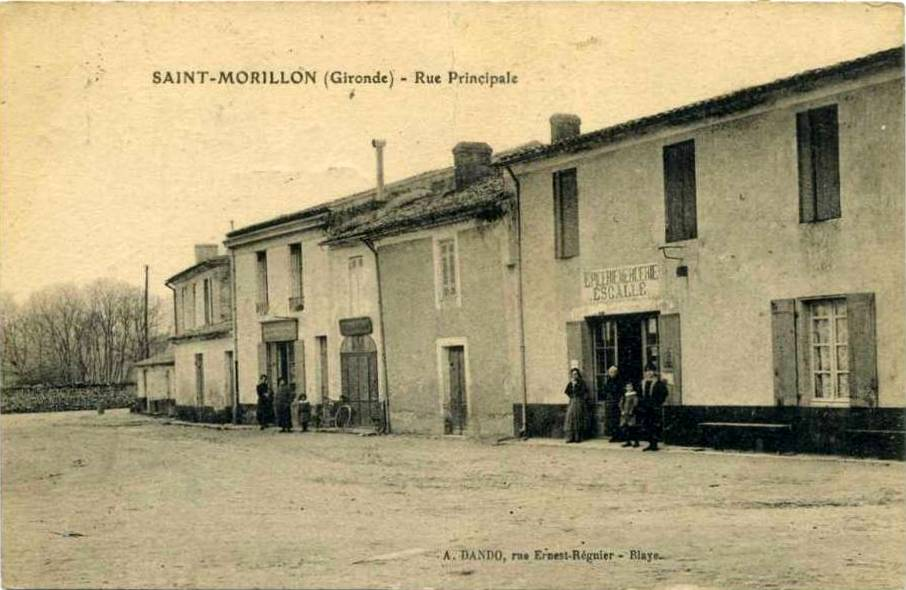
Rue Principale